# Tricktisch

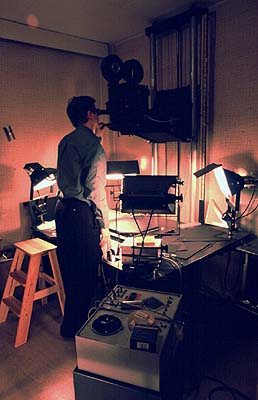
Tricktisch

Der Tricktisch ist der traditionelle Arbeitsplatz zum Aufnehmen von analoger 2D-Animation. Er dient aber auch der Aufnahme von Filmtiteln und der Sachaufnahme relativ flacher Objekte, beispielsweise für wissenschaftliche Filme.
In seiner einfachsten Form besteht er aus einer Arbeitsplatte, auf die die Animation gelegt wird, einer Beleuchtungseinrichtung, und einem Stativ für die Kamera, die senkrecht von oben auf die Tischplatte blickt. Dieser Grundaufbau kann um viele Elemente erweitert werden, solange der Platz reicht. Wegen der engen Verzahnung von Kamera- und Tricktischfunktionen wurden Tricktische oft als Komplettsystem von Trickfilmkameraherstellern angeboten.
Tricktische, die keine Film-, sondern eine Fotokamera beinhalten, nennt man Reprotische.

## Aufbau
- Die Arbeitsplatte befindet sich in möglichst bequemer Höhe für den davor sitzenden oder stehenden Kameramann.
- Das Stativ ist meist eine Kamerasäule. Die Kamera kann an ihr senkrecht bewegt werden, um so den Bildausschnitt zu verändern, da Trickfilmkameras üblicherweise nur Objektive mit Festbrennweite besitzen. Über eine mechanische Vorrichtung wird automatisch die Bildschärfe der Kamera nachgeführt, ebenso die Blendenzahl verändert, um den Helligkeitsunterschied zwischen kleiner und großer Aufnahmefläche auszugleichen.
- Rechts und links außen über der Arbeitsplatte sind 2, meist 4 oder mehr Lampen angebracht, die idealerweise in einem Winkel von 45° auf den Arbeitsbereich strahlen und diesen möglichst gleichmäßig ausleuchten sollen.

Um Kamerafahrten im zweidimensionalen Animationsfilm zu ermöglichen, müssen verschiedene Elemente des Tricktisches beweglich sein. Jedes bewegliche Element nennt man eine „Achse“ des Tricktisches.
- Die Arbeitsplatte ist in Ost-West- und in Nord-Süd-Richtung beweglich (von oben gesehen). Der Antrieb erfolgt entweder über Handkurbel, oder mit Motoren, die per Computersteuerung angesprochen werden.
- Ein Ausschnitt der Arbeitsplatte ist unabhängig vom Rest in Ost-West-Richtung beweglich. So kann beispielsweise ein Hintergrund hinter einer gehenden Figur vorbeigezogen werden, während die Bewegung der gesamten Arbeitsplatte den Bildausschnitt verändert.
- Die Arbeitsplatte kann rotiert werden, wobei der Mittelpunkt der Drehung auf der Kameraachse liegt.

Bei Tricktischen mit manueller Bedienung müssen die jeweiligen Intervalle einer Bewegung an jeder Achse per Hand eingestellt werden. Ist der Tisch komplett motorisiert, so sorgt die Computersteuerung nicht nur dafür, dass auch wirklich jede notwendige Verstellung einer Achse tatsächlich erfolgt, sondern sie kann darüber hinaus auch Kamerafahrten selbständig berechnen. Der Kameramann muss dazu nur Anfangs- und Endpositionen eingeben, dazu möglicherweise Zwischenpositionen, sowie Angaben darüber, wie weit Bewegungen beschleunigt oder abgebremst werden sollen.
Um Animationszeichnungen korrekt unter der Kamera zu platzieren, ist diese mit einer Lampe ausgestattet, die durch das Objektiv den Bildausschnitt, den die Kamera „sieht“, exakt auf die Arbeitsplatte projiziert.

### Multiplan-Kamera

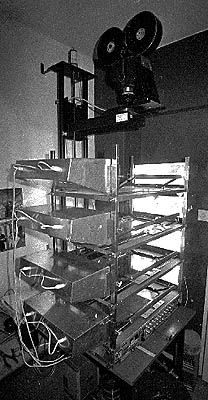
Multiplan-Kamera

Der Begriff „Multiplan-Kamera“ meint eigentlich eine Kombination aus Kamera und mehrstöckigem Tricktisch. Einen solchen Aufbau benutzte schon Lotte Reiniger, den Namen "Multiplan" bekam zuerst jene Kamera, die von Ub Iwerks 1933 für Disney konstruiert wurde. Eine der letzten Multiplan-Kameras in Deutschland wurde 1994 für die Gerhard Hahn Filmproduktion in Berlin neu konstruiert und für "Asterix in Amerika" eingesetzt.
- Statt einer einzigen Ebene, der Arbeitsplatte, können weitere Ebenen („Level“) hinzugefügt werden. Diese bestehen aus Glasscheiben in stabilen Rahmen, die in einem Abstand zwischen ca. 20 und 60 cm übereinander positioniert sind. Jede dieser Ebenen besitzt eine eigene Beleuchtung und wiederum eigene bewegliche Achsen.

### Rückprojektion
Manche Tricktische sind mit einer „Rückpro“-Einrichtung versehen, also einem Projektor, der einen zuvor aufgenommenen Film so projiziert, dass die Trickkamera ihn gemeinsam mit der Animation aufnehmen kann.
- In der Arbeitsplatte befindet sich eine Öffnung, in der sich übereinander zwei auf je einer Seite plangeschliffene Vergrößerungslinsen befinden. Der Rückprojektor ist in einem solchen Abstand aufgestellt, dass das von ihm projizierte Bild die Öffnung möglichst ausfüllt. Scharfgestellt wird auf die Ebene zwischen den beiden Linsen. Obwohl sich dort keinerlei Projektionsfläche wie zum Beispiel eine Mattscheibe befindet, kann die Kamera das dort entstandene virtuelle Bild aufnehmen. Diese Technik der Aerial-Image-Aufnahme ermöglicht es, Animation wie bemalte Cels auf dieselbe Ebene zu legen und zu beleuchten, ohne dass das projizierte Bild durch die Beleuchtung beeinträchtigt würde.

## Digitalisierung
Zwar hat die zunehmende Digitalisierung es dem Kameramann ermöglicht, immer komplexere Kamerafahrten recht komfortabel ausführen zu können, die übrigen Handgriffe bei der Arbeit am Tricktisch aber blieben davon unberührt. Es wurde weiterhin gegen den an den statisch aufgeladenen Cels haftenden Staub gekämpft, und das Einrichten einer Kamerafahrt mit mehreren Ebenen dauerte Stunden, weil die vielfache Beleuchtung ebenso viele unerwünschte Schatten auf die darunterliegenden Ebenen warf. Komplexe Aufnahmen dieser Art blieben somit den größeren Animationsprojekten von Spielfilmlänge vorbehalten.
Die rasante Entwicklung der Software für digitale Bildverarbeitung ermöglichte schon Mitte der 80er Jahre, viele vorher nur auf dem Tricktisch herzustellende Effekte im Rechner zu erzeugen. Mitte der 90er Jahre war digitales Compositing Standard in größeren und zunehmend auch kleineren Studios, und heutzutage sind die gängigen Effekte bereits in Consumer-Videoschnittprogrammen zu bewerkstelligen. Als Folge wurden viele Tricktische ausgemustert, und selbst in Animationsausbildungsstätten wie Filmhochschulen verstaubten sie in ihren Räumen, während die Computerarbeitsplätze überlaufen waren.